# Ka$h
Ka$h ist ein US-amerikanischer Erotikfilm aus dem Jahr 1999. Die Regie führte  Michael Raven, der für diesen Film auch das Drehbuch schrieb und die Aufgaben als Produzent wahrnahm. Der Film wurde am 27. Dezember 1999 auf VHS und DVD veröffentlicht. Im Jahr 2001 wurde der Film in eine Fernsehfassung auf 55 Minuten gekürzt. In Deutschland war der Film mehrfach in der Fernsehfassung auf Kabel 1 zu sehen.

## Handlung
Die Pop-Sängerin Nakita Ka$h gilt als  der neue Stern am Firmament des Pophimmels mit eigenem Fanclub. Eigentlich könnte sie jetzt ihren Erfolg genießen, allerdings tauchen seit einiger Zeit immer wieder neue Gerüchte über ihre schmutzige Vergangenheit auf, da sie niemals über den Start ihrer Karriere gesprochen hat. In einem offenen und ehrlichen Interview erzählt sie schließlich der Welt über den Beginn ihrer Karriere. Mit dem Traum schnell reich zu werden zog es sie nach L.A. und besuchte dort den eher erfolglosen Agenten Bob Jones, der bei ihrem Vorstellungsgespräch gerade den Sex mit seiner neuen Ehefrau genießt. Sie führt weiter an, wie sie sich als Tänzerin auch zu Frauen hingezogen fühlte und später als Produktionsassistentin bei Pornofilmen mitgearbeitet hat, bis sie schließlich von dem Pornoproduzenten ebenfalls für den Pornofilm entdeckt wird.
Als sie über ihre Arbeit beim Film sprechen, erinnert sie sich an ihre erste Szene mit dem Pornostar Evan Stone, der sie in die Branche einführt. Am Ende kommt sie auf ihre Karriere und die Erwartungen an diese zu sprechen, wobei sie besonders auf die Doppelmoral hinweist, auf der einen Seite sollte ein Star sexy sein, auf der anderen sollte er eher brav und bieder sein.